# Jan Kolda II. ze Žampachu
Jan Kolda II. ze Žampachu (před 1407 – po 1462) byl český šlechtic z rodu pánů ze Žampachu, táborský hejtman a žoldák ve službách polského krále.

## Život

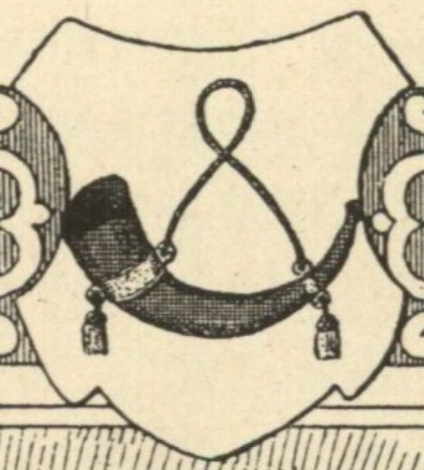
Erb pánů ze Žampachu, který užívala také větev Koldů

Kdy se narodil není přesně známo, ale pravděpodobně to bylo v devadesátých letech 14. století. Jeho sestrou byla Anna ze Žampachu, manželka Vaňka Kordule z Dubence. Jméno Kolda je nejspíš zdrobnělina Mikuláše. Na universitě vystudoval na bakaláře svobodných umění. V letech 1407–1415 je uváděn jako podací pán kostela v Černíkovicích. Roku 1419 získal odúmrť v Rokytovci a Voděradech.

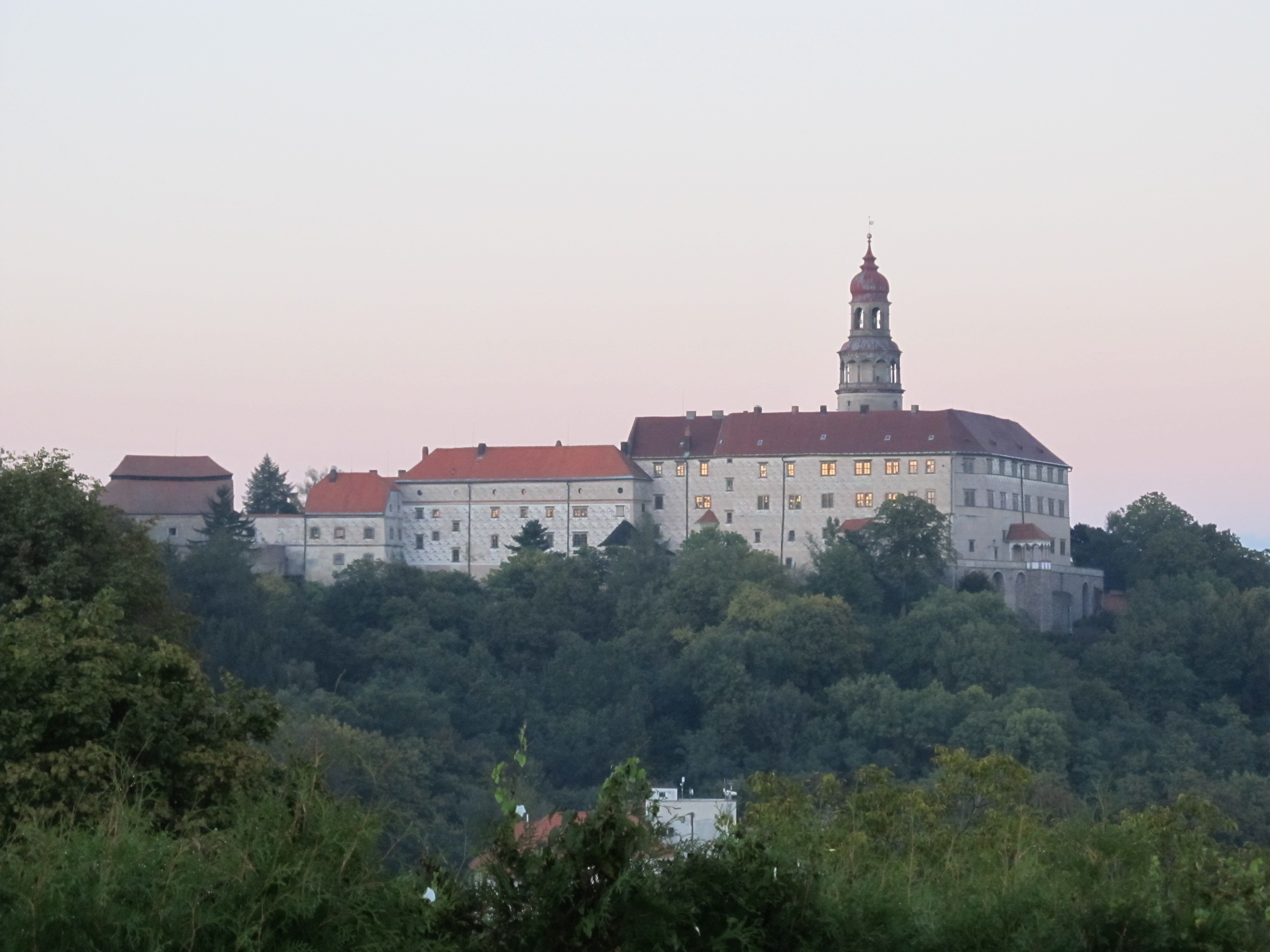
Náchodský hrad (dnes zámek) byl sídlem Jana Koldy ze Žampachu

Další zprávy jsou z doby husitských válek. V roce 1427 se měl zúčastnit bitvy u Tachova a ve stejném roce byl přítomen na kališnickém a katolickém táboře na hradě Žebrák. V roce 1428 se účastnil tažení do Slezska, přičemž došlo k vypálení hradu Rychleby a dále dobyli a obsadili hrad na hoře Ślęża nad dolnoslezským městem Sobótka. V červenci hrad opět dobyli Slezané a Jan Kolda se vrátil do Čech. Ve stejném roce byl svědkem příměří mezi Táborem a Oldřichem z Rožmberka. V roce 1429 se účastnil neúspěšného obléhání Budyšína. Další zmínky jsou až z roku 1433, kdy získal obce Slemeno a Těchlovice, dále se účastnil svatomartinského sněmu v Praze a o Vánocích přepadení Chocně. V roce 1434 se účastnil bitvy u Lipan, kterou ale opouští stejně jako Jan Čapek ze Sán či Ondřej Keřský před porážkou. Následně se uchýlil s Janem Holcem z Nemošic na hrad Homoli. V roce 1437 mu Zikmund udělil úrok ve vsi Lovčice. Ve stejném roce se Hradec poddal králi, čímž vypukla nová válka. Jan Kolda se postavil proti Zikmundovi a dobyl Náchod; jeho spojenci vedeni Janem Pardusem neúspěšně obléhali Hradec Králové a Litovel. Jan Kolda si z náchodského hradu udělal své sídlo a predikát si často obohacoval o část z Náchoda.
Po smrti Zikmunda v roce 1437 se postavil na stranu Jagellonců a stal se spojencem polských šlechticů Sudivoje z Ostrorogu a Jana z Tęczyna. Roku 1440 se s Bedřichem ze Strážnice neúspěšně pokusil přepadnout Prahu. V stejném roce odmítl podepsat zemský landfrýd a se spojenci na svých sídlech (Černíkovice, Velká Skalice, Liberk-Rychmberk) a sídlech přátel (Dubenec, Bolehošť, Hronov a hrady Skály, Belver, Adršpach, Pecka, Opočno a Valdštejn) se postavil na odpor. Často pobýval na hradě Homole, odkud pořádal loupeživé výpravy, při kterých se neúspěšně pokoušel dobýt Klečkov. Podílel se na válečných akcích v Kladsku, kde podporoval Hynka Krušinu z Lichtenburka. V květnu 1441 vpadla k Náchodu zemská hotovost Vratislavského a Svídnicko-javorského knížectví s cílem zabránit Janu Koldovi v jeho loupežných přepadech na slezské území. Během výpadu byl dobyt hrad Náchod a Koldova tvrz v Černíkovicích. Kolda se proto opevnil na Homoli a začal jednat o pomoci s Táborem. Proti Koldovi se postavili čeští páni, kteří vyzývali k akci Rožmberky, pány z Hradce, krajské landfrýdy, rakouské panstvo a dokonce také římského krále. Až Janu Rokycanovi a Bohuši Kostkovi se podařilo dojednat příměří. Kolda získal zpět Náchod, jenž začal ihned opravovat, a to do doby než bude zvolen nový panovník.
Nadále však zachovával věrnost polskému králi. V letech 1442–1443 se účastnil bojů v Uhrách a po návratu ve Slezské válce. Roku 1444 jeho družina přepadla město Bolków i s hradem, ale u Krzeszowa je dostihla slezská vojska a mnoho lidí zabila. Ve stejném roce od něj koupil Hynek Krušina hrad Homoli. V roce 1445 uzavřel mír s moravskými stavy a vstoupil do služeb Řádu německých rytířů, kde v letech 1445–1446 působil jako kondotiér. Roku 1447 se vrátil do Čech.
V letech 1448–1451 se dostal do sporu s Jiřím z Poděbrad a Východočeského landfrýdu, na jejichž stranu se přidali někdejší Koldovi spojenci. V roce 1449 porazil v bitvě u Moravské Třebové moravské oddíly. Jelikož mu tento úspěch nemohl zaručit převahu, jednal dál s možnými spojenci. V roce 1452 byl i bez souhlasu Tábora, Koldy ze Žampachu, Bedřicha ze Strážnice a dalších Jiří z Poděbrad zvolen správcem země. Od krále Ladislava se mu roku 1453 podařilo získat Koldovy hrady Náchod a Homoli, jejichž vydání Kolda prodlužoval. V roce 1454 se přihlásil o dědictví po Chrstovi ze Semína, ale spor táhl až do roku 1461.
Mezitím Kolda verboval v severovýchodních a západních Čechách a na Táborsku žoldnéře, kteří by ve službách polského krále bojovali ve Třináctileté válce proti Řádu německých rytířů. V říjnu 1454 se zúčastnil bojů proti Lehnicím, dobyl Němčí a vypálil okolní vesnice. V listopadu se pak u Toruně připojili k vojsku polského krále. V roce 1455 jej s Andrzejem Tęczyńskim jmenovali do funkce generálního hejtmana Chełmského kraje a Prus. Základnu si vytvořil z města Nidzice. Spolu s Janem Skalským z Valdštejna se měl podílet na dobytí Varmie, odkud se stáhl až v roce 1456. Zde obsadil hrad Wormditt (Orneta). V roce 1457 získal jako částečné vyrovnání za svůj žold město Brodnice. V Polsku působil pravděpodobně do roku 1458.
V roce 1455 byl v Čechách předvolán k soudu, kam se ale kvůli nepřítomnosti v zemi nemohl dostavit. Proto Jiří z Poděbrad nechal jeho sídla oblehnout a nakonec i zabavit. Stejný trest hrozil každému, kdo by mu nějaké sídlo postoupil nebo poskytl. Za Koldu se u českého krále přimlouval sám polský král Kazimír. Kolda mezitím pobýval u přátel ve Slezsku. Zda Kazimír s přímluvou uspěl, není známo, ale roku 1462 je Kolda doložen na listině Jana Parduse z Vratkova, sezením na Rychmburku. To je také poslední zmínka o Janu Koldovi ze Žampachu.